# Uninsa
La Unión de Siderúrgicas Asturianas Sociedad Anónima, conocida con el acrónimo de Uninsa, fue una empresa industrial nacida en 1961 a fin de unificar y modificar las plantas siderúrgicas obsoletas de Asturias con sede en Gijón.  Actualmente sigue en activo como ArcelorMittal Asturias.

## Historia
La empresa se constituyó el 30 de mayo de 1961 con objetivo de construir una nueva y moderna planta siderúrgica a las afueras de Gijón, no muy lejos de donde se levantó unos años antes Ensidesa, cerca de Avilés. Con esto Asturias se convertía indiscutiblemente en la principal región siderúrgica de España. Además se encargó de las acciones referentes a la producción de acero de las empresas Duro Felguera (con la planta Fábrica de La Felguera en Langreo), Fábrica de Mieres SA (con la planta en Mieres) y la Fábrica de Moreda-Gijón de la Sociedad Industrial Asturiana Santa Bárbara.
Debido a su situación por la crisis económica, en 1973 fue absorbida por el Estado a través de la estatal ENSIDESA.